# Campionato del mondo di calcio da tavolo 1998 - Categoria individuale femminile
Il Campionato del Mondo di Calcio da tavolo di Namur in Belgio.
Fasi di qualificazione ed eliminazione diretta della Categoria Femminile.
Per la classifica finale vedi Classifica.
Per le qualificazioni delle altre categorie:
- individuale Open
- squadre Open
- individuale Under20
- squadre Under20
- individuale Under16
- squadre Under16
- individuale Veterans
- squadre Veterans
- squadre Femminile

## Primo Turno

### Girone 1
- Elisabeth Haas  -  Lisa Upshon 9-0
- Elisabeth Haas  -  Cath Salmon 5-1
- Lisa Upshon  -  Cath Salmon 0-0

### Girone 2
- Valérie Hoyois  -  Françoise Guyot 0-4
- Valérie Hoyois  -  Katy Salmon 5-0
- Françoise Guyot  -  Katy Salmon 6-0

### Girone 3
- Delphine Dieudonné  -  Liesbeth De Jong-Huijers 3-0ff
- Delphine Dieudonné  -  Azemina Mulasmajic 3-0ff
- Liesbeth De Jong-Huijers  -  Azemina Mulasmajic n.d.

### Girone 4
- Kamilla Kristensen  -  Cynthia Bouchez 2-1
- Kamilla Kristensen  -  Stéphanie Garnier 4-0
- Cynthia Bouchez  -  Stéphanie Garnier 2-2

## Quarti di Finale
- Elisabeth Haas  -  Stéphanie Garnier 3-0
- Valérie Hoyois  -  Kamilla Kristensen 0-6
- Delphine Dieudonné  -  Lisa Upshon 10-0
- Cynthia Bouchez  -  Françoise Guyot 0-1

## Semifinali
- Elisabeth Haas  -  Kamilla Kristensen 0-1
- Delphine Dieudonné  -  Françoise Guyot 2*-2 d.c.p.

## Finale
- Delphine Dieudonné  -  Kamilla Kristensen 3-2